# أنطونيو سانشيز (فقيه لغة)
أنطونيو سانشيز (بالإسبانية: Antonio Sánchez Moguel) (و. 1847 – 1913 م) هو فقيه لغوي، ومؤرخ، وأستاذ جامعي، وكاتب، وسياسي إسباني، ولد في شذونة، كان عضوًا في الأكاديمية الملكية للتاريخ، توفي عن عمر يناهز 66 عاماً.

## مناصب
تولى منصب عضو مجلس الشيوخ الإسباني ‏
.

## التعليم
تعلم في جامعة إشبيلية
.